# Берельский ледник
Берельский ледник — большой и малый ледники, спускающиеся с юго-восточных склонов горы Белухи на Алтае. Длина около 10 км, площадь 12,5 км², нижний край ледника лежит на высоте 1984 м и даёт начало реке Белой Берели. Малый Берельский ледник имеет длину около 8 км и площадь 8,9 км². Берельский ледник на значительном протяжении покрыт камнями, на западном его рукаве известны две срединных и столько же боковых морен; конечная морена полукруглая и с наружной стороны представляет крутые осыпи.